# 厄俄斯峽谷
12°06′S 39°42′W / 12.1°S 39.7°W

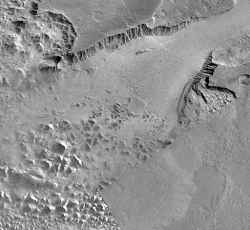
厄俄斯峽谷的東半部分

厄俄斯峽谷（Eos Chasma）是火星水手號谷峽谷系統的南半部其中一個峽谷，長度1413公里。

## 簡介
厄俄斯峽谷西部的谷底主要是由因為火山或風積作用形成的沉積物受到火星風侵蝕後的被侵蝕的大量物質；其東部則是大面積的線狀物和縱向條紋，可能是由水流切割高原上的沉積物後的物質被流體搬運到當地沉積。該峽谷有一個分支峽谷恆河峽谷。火星偵察軌道器在當地發現了硫酸鹽、水合硫酸鹽和鐵氧化物。
根據夏威夷大學 Vicky Hamilton 的分析，被認為是火星生命過去曾經存在於火星上的證據，火星隕石 ALH84001 可能來自厄俄斯峽谷。但是該分析並非決定性的，因為它受限於未受塵埃覆蓋的火星表面部分。

## 圖集

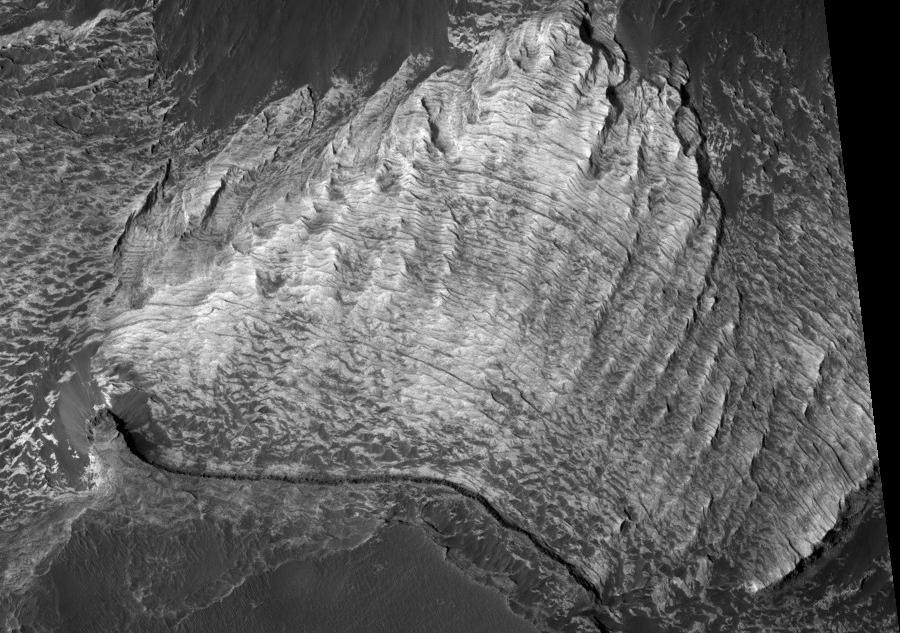
火星偵察軌道器上的高解析度成像科學設備拍攝厄俄斯峽谷南方邊緣的厄俄斯混沌（Eos Chaos）。點選影像可看有許多薄層地層。

## 外部連結
- Eos Chasma on Google Mars（页面存档备份，存于） - scrollable map centered on Eos Chasma
- Eos Chasma （页面存档备份，存于） - photos by the European Space Agency's Mars Express